# 莊宥
莊宥（1460年—？），字世寬，福建福州府閩縣人，民籍，明朝政治人物。

## 生平
成化十六年，福建庚子乡试中舉。成化十七年，登辛丑科會試中進士，官至南京户部主事。

## 家族
曾祖莊本然；祖父莊景；父莊屬，母林氏。重庆下。